# ロマンス (音楽)
ロマンス（フランス語・英語: romance, ロシア語: романс）、ロマンツェ（ドイツ語: Romanze）、ロマンツァ（イタリア語: romanza）は、クラシック音楽のうち、叙情的な内容の声楽曲（歌曲）または小規模な器楽曲のジャンルの一つ。

## 概要
ロシア語においては現在でも芸術歌曲の意味で使われているが、これは19世紀前半までフランスで芸術歌曲を「ロマンス」と呼んだ習慣に倣ったものである（近代フランス以降の芸術歌曲は「メロディ」と言う）。しかし一般的にロマンスもしくはロマンツェは器楽曲のジャンル名の一つであり、抒情的な旋律美とその敷衍に表現の主眼を置いたものをいう。形式による拘束がないため、作曲家によって大作から小品まで、規模はさまざまである。
ロマンスという語は、スペイン語のロマンセ（スペイン語: romance）ないしはロマンサ（スペイン語: romanza）に遡り、もともと説話や口承文学を指すものだった。18世紀にイタリア語経由で音楽用語に取り入れられ、抒情的な楽曲に題名として添えられるようになった。内容的・性格的には、バロック音楽のエールの延長上にありながら、主情的で甘美な内容を最大の特色とする点において、19世紀のさまざまなキャラクター・ピースのはじまりになったと言ってよい。とりわけ無言歌はフランス語で“Romance[s] sans paroles”と呼ばれるように、ロマンスを母胎として産み出されている。
最も有名な「ロマンス」は、ベートーヴェンのヴァイオリンと管弦楽のための《ロマンス第2番ヘ長調》作品50や、モーツァルトの《アイネ・クライネ・ナハトムジーク》の第2楽章などが挙げられる。シューマン夫妻はピアノ独奏や室内楽のためのロマンスを好んで作曲し、とりわけロベルト・シューマンによるオーボエとピアノのためのロマンス集や、クララ・シューマンによるヴァイオリンとピアノのためのロマンス集は、佳作として再評価されるようになった。
ベートーヴェンに続く例にドヴォルザークの《ロマンス ヘ短調》作品11がある。モーツァルトは《ニ短調のピアノ協奏曲》の緩徐楽章を「ロマンツェ」と呼んでおり、ショパンの2つの協奏曲の中間楽章もモーツァルトの前例に倣って、ロマンスと呼ぶにふさわしい音楽をくり広げている。グリーグの《ピアノ協奏曲》やラフマニノフの《ピアノ協奏曲第2番》の中間楽章も、実質的にロマンスと見なして差し支えない。

## 主な楽曲
- ロマンス第1番 (ベートーヴェン) （ヴァイオリンとオーケストラ）
- ロマンス第2番 (ベートーヴェン) （同上）
- オーボエとピアノのための3つのロマンス (シューマン)
- ヴィオラと管弦楽のためのロマンツェ (ブルッフ)
- ロマンス (ドヴォルザーク)（ヴァイオリンとオーケストラ）
- ヴァイオリンのためのロマンス (エルガー)
- ファゴットのためのロマンス (エルガー)